# Hofstätten an der Raab
Hofstätten an der Raab là một đô thị thuộc huyện Weiz thuộc bang Steiermark, nước Áo. Đô thị Hofstätten an der Raab có diện tích 15,22 km², dân số thời điểm cuối năm 2005 là 1839 người.